# Fannie Mae
Fannie Mae (eigentlich Federal National Mortgage Association, FNMA) ist ein staatlich gefördertes US-Unternehmen, welches 1938 im Rahmen des New Deal als staatseigene Bank gegründet und 1968 privatisiert wurde. Bei der Privatisierung wurde das ursprünglich aus einer Verballhornung des Kürzels FNMA entstandene Fannie Mae als Name übernommen, unter dem das Unternehmen auftritt. Die Firma lautet aber weiterhin Federal National Mortgage Association.
Sie ist eine reine Hypothekenbank und das weltweit größte Institut in dieser Sparte. Die Hypotheken werden durch den US-amerikanischen Staat weder garantiert noch refinanziert. Als staatsnahes Unternehmen erhält Fannie Mae allerdings erstklassige Bonitätsbewertungen von den Ratingagenturen und kann sich so zu einem günstigeren Zins refinanzieren als andere Banken. Der Umsatz im Jahr 2023 betrug 141 Mrd. US-Dollar.

## Geschichte
Die Federal National Mortgage Association (FNMA) wurde 1938 im Rahmen des New Deal als staatseigene Bank gegründet. Der Federal National Mortgage Association Charter Act (Charter Act) von 1954 überführte Fannie Mae in eine öffentlich-private Partnerschaft. 1968 wurde das Unternehmen dann durch den Housing and Urban Development Act of 1968 (the 1968 HUD Act) privatisiert und erhielt den Status eines Government-sponsored enterprise. Aus Teilen der privatisierten Fannie Mae wurde Ginnie Mae gebildet, das damals staatseigen blieb (Government-owned enterprise). Zudem wurde 1970 vom Kongress der Vereinigten Staaten Freddie Mac als Federal Home Loan Mortgage Corporation gegründet, um so ein Monopol zu verhindern.
Im Jahr 1989 wurde mit dem Financial Institutions Reform, Recovery and Enforcement Act of 1989 ("FIRREA") die Regulierung von Fannie Mae und Freddie Mac überarbeitet und vereinheitlicht. 
Nach dem Platzen der Immobilienblase, die zu der Finanzkrise ab 2007 führte, gehörte Fannie Mae zu den Unternehmen, deren Hypothekenkredite in großem Umfang notleidend wurden. Im Juli 2008 bezeichnete der Chef der Federal Reserve Bank of St Louis, William Poole, Fannie Mae erstmals als „faktisch zahlungsunfähig“ und forderte die Politik auf, nach Rettungsmöglichkeiten zu suchen. Am 13. Juli 2008 kündigte die US-Regierung an, Fannie Mae und Freddie Mac mit Krediten und Aktienkäufen in Milliardenhöhe zu stützen, um einen Bankrott zu verhindern. Bald darauf, am 7. September 2008, übernahm die zuständige Aufsichtsbehörde Federal Housing Finance Agency (FHFA) die Kontrolle über Fannie Mae und löste den bisherigen CEO Daniel Mudd ab. Im Geschäftsjahr 2008 machte Fannie Mae 58,7 Milliarden Dollar Verlust. Die beiden staatsnahen Hypothekenbanken Fannie Mae und Freddie Mac erhielten 2008 einen Rettungskredit von 187 Milliarden Dollar. 2013 machte Fannie Mae einen Gewinn von 84 Mrd. $. Bis März 2014 wurde der staatliche Rettungskredit vollständig getilgt.
Im November 2013 wurde bekannt, dass Fannie Mae wegen Libor-Manipulationen gegen die Deutsche Bank und acht andere Großbanken klagte. Ein Sprecher teilte mit, dass die Manipulationen des internationalen Referenzzinssatzes dem Unternehmen Verluste von rund 800 Millionen Dollar (580 Millionen Euro) beschert hätten. Zu einer Klage vor einem Bundesgericht in New York habe sich die Firma aus Verantwortung für ihre Ressourcen gezwungen gesehen.
In einem Vergleich vor einem Bundesbezirksgericht zu Hypothekengeschäften aus den Jahren 2005 bis 2007 einigte sich die Deutsche Bank mit der Federal Housing Finance Agency (FHFA) auf eine Entschädigungszahlung von insgesamt 1,4 Milliarden Euro an Fannie Mae und Freddie Mac.